# Acmaea conus
Acmaea conus är en snäckart som beskrevs av Test 1945. Acmaea conus ingår i släktet Acmaea och familjen Acmaeidae. Inga underarter finns listade i Catalogue of Life.